# 海底地震儀

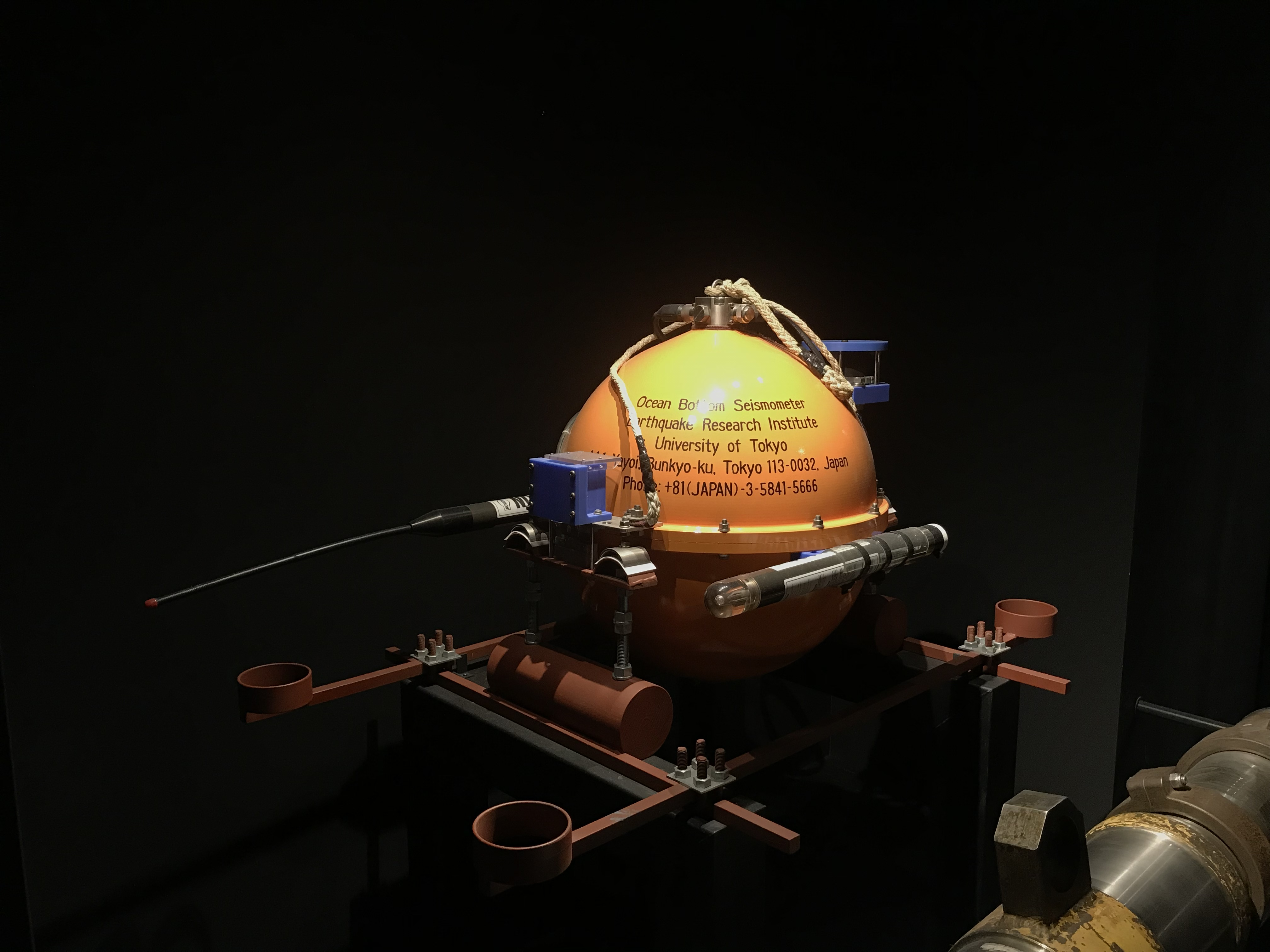
东京大学地震研究所制作的海底地震仪，展出于国立科学博物馆

海底地震儀（英語：Ocean-bottom seismometer, OBS）是在海底收集天然地震或是人造聲源產生震動訊號的儀器。
海底的感測器用於觀察聲學和地震事件。地震和聲音訊號可能由不同的來源引起，如地震和震動以及人工來源。計算和分析數據可以產生有關震源類型的信息，如果發生自然地震事件，還可以得到有關海底和更深地殼的地球物理和地質的信息。沿剖面部署OBS將提供有關近海地區地殼和上地幔深層結構的資訊。除了水下聽音器之外，OBS 還可以配備最多三分量地震檢波器，因此它需要超過 144 MB 的容量，這是足夠的MCS profiling的最低容量。在典型的調查中，儀器應運行數天（部署可能超過12個月）， 這需要超過500 MB的資料儲存容量。其他實驗，例如3D調查中的斷層掃描調查或地震監測，需要更大的容量。

## 功用
- 研究海底地質構造
- 天然資源的探勘
- 建構地震或海嘯預警系統

## 類型
- 長週期海底地震儀

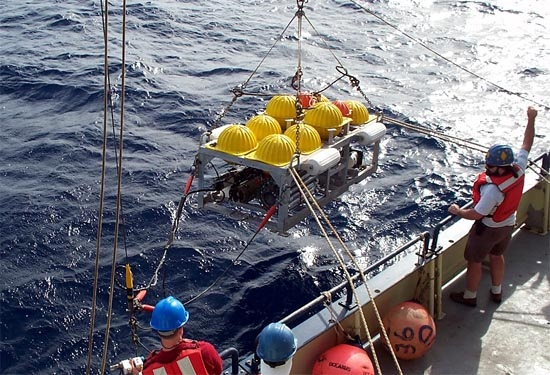
海底地震儀示意圖

　　記錄長週期震動訊號(數十秒到一分鐘)。常用於記錄中型地震或離地震儀較遠的震動訊號。
- 短週期海底地震儀

　　記錄短週期震動訊號(每秒數百下)，通常被用於研究局部或是小型地震。
- 寬頻地震儀

　　可以記錄長、短週期震動訊號。

## 布放海底地震儀
首先，選定穩定的海床並避開附近的人為活動。接著，使用機械吊臂將海底地震儀等速平穩緩慢的往海底放置。

## 限制
地震對人類生命與財產影響甚鉅。為了更了解地震生成原因，大部分的陸地都已建構大型地震測站系統，但是海洋地區卻非常少，因此海底地震儀的布放顯得格外重要。然而，布放海底地震儀需克服一些條件限制：
- 水壓

隨著海洋深度增加水壓也會逐漸上升，海底地震儀需要能克服水壓影響。
- 訊號干擾

海底地震儀的訊號會受到周遭環境影響，如海浪、生物擾動、海底沉積物擾動等，使得水平訊號與垂直訊號互相干擾，因此海底地震儀需要感震器平衡系統。
- 體積與記憶能力

體積小的海底地震儀在施放過程相對容易，但是同時也會減少電池供電量與紀錄器的容量。
- 經費

一台海底地震儀造價從數十萬到數百萬，建構大型的海域測站系統需要大量經費。

## 結論
有鑑於上述限制，科學家們持續在發展海底地震儀，寬頻、低成本、小型化、易回收、能長期布放的海底地震儀設計是地球科學重點研究目標。

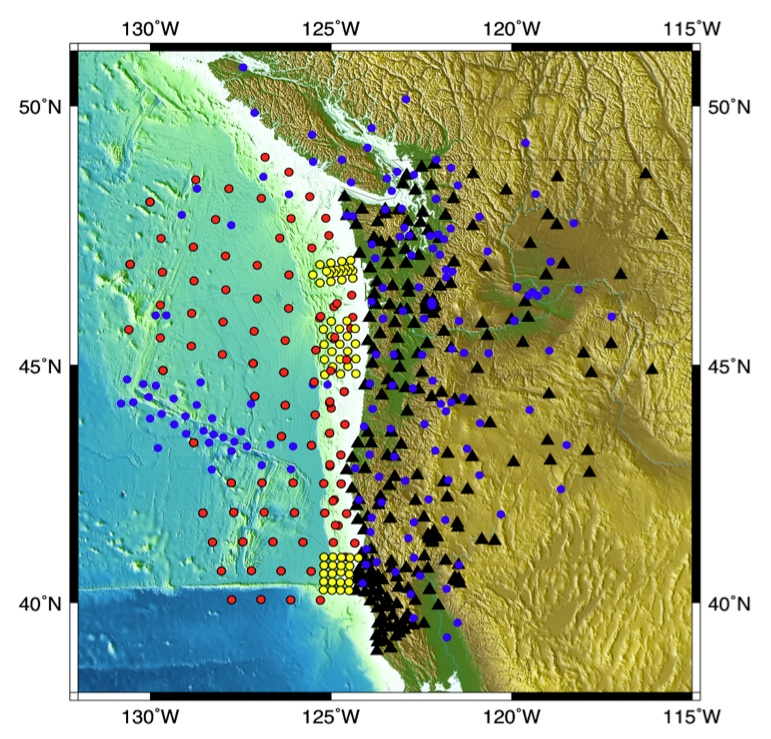
路上、海上地震儀分布圖（图片来源 ）